# Tampico (Montana)
Tampico és una comunitat no incorporada al comtat de Valley, Montana, Estats Units, situada entre Glasgow i Hinsdale. És una de les moltes comunitats que es va crear com a punt de parada per al ferrocarril. Al 2022 Tampico estava despoblat.